# حبيب شيموني
```
حفيف شمعوني
 (بالعبرية: חביב שמעוני؛ 13 كانون الأول 1933 – 13 حزيران 1994)، فكان سياسيًا إسرائيليًا شغل عضوية 
الكنيست
 عن حزب 
المعراخ
 بين عامي 1974 و1977.
```

## سيرة
وُلد شمعوني في دهوك شمال العراق، وهاجر إلى فلسطين الانتدابية عام 1936. لاحقًا أصبح الأمين العام للجمعية الوطنية لليهود الأكراد في إسرائيل. درس العلوم السياسية ودراسات الشرق الأوسط في الجامعة العبرية بالقدس، حيث حصل على درجة البكالوريوس، بالإضافة إلى شهادة في الإدارة العامة.
انضم شمعوني إلى حزب الماباي عام 1951، وشغل مناصب قيادية في فرع الحزب بالقدس. بين عامي 1965 و1969، كان عضوًا في مجلس عمال القدس، كما خدم لاحقًا في مجلس المدينة بين عامي 1969 و1973، ومن جديد بين عامي 1978 و1984. وخلال الفترة ما بين 1964 و1973، عمل بوزارة الصناعة والتجارة، حيث ترأس لجنة العمال، وأشرف على إدارة المركز الإسرائيلي لتصميم المنتج بين عامي 1973 و1979، كما كان عضوًا في مجلس إدارة معهد التعبئة والتغليف.
شارك شمعوني في انتخابات 1973 ضمن حزب العمل الإسرائيلي (الذي جمع بين حزب العمل وحزب مابام)، لكنه لم ينجح حينها في الفوز بمقعد. غير أنه دخل الكنيست لاحقًا في 14 شباط 1974، بديلاً للنائب الراحل عبد العزيز الزعبي. ومع ذلك، خسر مقعده في انتخابات عام 1977.
توفي حفيف شمعوني عام 1994 عن عمر ناهز 61 عامًا.

## الروابط الخارجية
- Haviv Shimoni on the Knesset website